# Sweeney Field
Le Sweeney Field, auparavant connu sous le nom de Finnesey Field, est un stade omnisports américain situé à Philadelphie, en Pennsylvanie.
Appartenant à l'Université Saint-Joseph, le stade, doté de 3 000 places, sert d'enceinte à domicile pour l'équipe universitaire des Hawks de Saint-Joseph (pour ses équipes de soccer, de crosse, de hockey sur gazon et d'athlétisme).

## Histoire
Le stade devait à l'origine pouvoir contenir 70 000 spectateurs.
En 1960, les tribunes d'origine sont supprimées pour faire place au Bluett Theater. Un système d'éclairage de nuit est ajouté au stade en 1994.
Au cours de l'été 2001, le terrain a fait peau neuve avec l'installation d'une nouvelle pelouse.
Au cours de l'été 2008, le terrain est refait à neuf et mis aux normes FIFA, et la piste d'athlétisme est également entièrement refaite.
En 2014, le terrain est utilisé par les Spinners de Philadelphie (équipe de Major League Ultimate) pendant deux matchs (pour deux victoires sur les Boston Whitecaps).